# 静州 (西夏)
静州，中国西夏时设置的州。
定难军李氏-西夏政权前后有两处静州。
五代十国后汉时，改唐朝银州保静县所属羁縻静边州都督府置静州，治所在今陕西省米脂县北。后汉乾祐二年，从羁縻州升为正州，属定难军。西夏立国后废。
另一处静州本是灵州河外保静县，北宋废为保静镇。宋真宗咸平四年（1001年），李继迁攻取保静镇后升为静州，治所在保静县（今宁夏回族自治区永宁县东北黄河西，望洪乡附近）。元朝灭西夏，废静州。